# AP600
AP600 är en modell av ett relativt litet kärnkraftverk på 600 MWe, designat av Westinghouse Electric Company. AP600 har passiva säkerhetsfunktioner som är karakteristiska för reaktorkonceptet i generation III. Den beräknade frekvensen av skador på kärnkraftverk är nästan 1000 gånger lägre än dagens krav från Nuclear Regulatory Commission (NRC), i nivå med de anläggningar som för närvarande övervägs för byggnation. Designen har skalats upp och förbättrats med AP1000.
Certifieringstestning och analys av reaktorkonstruktionerna AP600 och AP1000 för Westinghouse utfördes vid APEX-anläggningen vid Oregon State University. Det integrerade systemet med reducerat tryck i en fjärdedels skala certifierade de passivt säkra systemen som kyler reaktorhärden med hjälp av gravitation och naturlig cirkulation.
NRC:s slutliga designcertifiering mottogs 1999 men inga beställningar gjordes någonsin. En viktig anledning till att Westinghouse började utveckla AP1000 var att förbättra skalfördelarna som följer med större MWe-anläggningar. Den kraftfullare AP1000 konstruerades för att ha ett liknande fotavtryck men en högre inneslutning och en effekt på 1000 MWe eller mer.